# Günter Sarée
 Günter Sarée  (* 16. Januar 1940 in Eger, Deutsches Reich; † 20. Mai 1973 in Köln) war ein deutscher, avantgardistischer, radikal-konsequenter Aktions- und Konzeptkünstler.

## Leben und Werk
Günter Sarée ist im Sudetengebiet geboren. Im Jahr 1945 vertrieb man seine Familie in die Bundesrepublik Deutschland. Sarée heiratete im Jahr 1963 und hatte zwei Kinder.
In den Jahren von 1965 bis 1972 wohnte und arbeitete er in München. Er übte verschiedene Berufe aus, darunter Marktforscher und Nachtportier, um seinen Lebensunterhalt zu verdienen.
Günter Sarée war als Künstler Autodidakt. Vor dem Jahr 1968 war er vorwiegend als Maler tätig, er widmete sich in dieser Zeit der konstruktivistischen Malerei.
In den Jahren zwischen 1969 und bis zu seinem Tod im Jahr 1973 war Sarée als Konzeptkünstler tätig. Günter Sarée brachte seine Kunst in den öffentlichen Raum und beschäftigte sich mit der Auflösung sprachlicher Begriffe, in dem er zum Beispiel „Wortsilben“ mit Reisezügen transportieren ließ, Wörter durch Gebäude „dachte“ oder die „Idee“ allein in einem Briefumschlag in einem Flugzeug reisen lassen wollte. Sarée versuchte die Grenzen von Kunst auszutesten und die reine Idee als Kunstform darzustellen. Zu seinen künstlerischen Kontakten zählten unter anderem Dieter Meier, Wolf Vostell und Joseph Beuys.
Im September 1971 gründete Sarée gemeinsam mit Wolf Vostell und Albrecht/d. das „Unabhängige Olympische Komitee“ um die Olympischen Spiele nicht erst am 26. August 1972, sondern bereits am 22. August und mit einer eigenen Olympiahymne aus Gelächter beginnen zu lassen.
Nach der Feststellung seiner Krebserkrankung gegen Ende 1972 wurde das Thema (seine) Krankheit und (sein) Tod in seiner Kunst stärker thematisiert, allerdings nicht als alleiniges Thema. Zwar verkaufte er beispielsweise ein signiertes Röntgenbild seiner von Krebs befallenen Lunge, doch war es ihm weiterhin ein Anliegen nicht nur zum Thema Tod eine künstlerische Aussage zu erarbeiten. So waren die in dieser Zeit entstandenen Gesprächsbilder (Tonbandaufnahmen von Gesprächen fremder Diskussionspartner) und abschließender Stellungnahme der Beteiligten frei von jeder Todesthematik.
Im Jahr 1972 wurde Günter Sarée von Harald Szeemann zur Teilnahme an der Documenta 5 in Kassel in der Abteilung Individuelle Mythologien: Selbstdarstellung - Performances - Activities - Changes eingeladen. Sarée erhielt direkt im Eingangsbereich des Museum Fridericianum einen eigenen Raum zugewiesen, neben der Besucherschule von Bazon Brock.
Das künstlerische Konzept seiner Aktion lautete: „Projekt zur Verkürzung der bewussten Lebenszeit“. Freiwillige Besucher der documenta 5 sollten sich mithilfe eines Anästhesisten für 15 Minuten narkotisieren und ihr waches Bewusstsein unterbrechen lassen, Tiefschlaf und Tiefsinn und kurzzeitig das Selbsterfahrungsgefühl des „big sleep“ erleben, die temporäre Simulation von Vergänglichkeit und des Übergangs vom Leben zum Tod. Die Freiwilligen sollten vorher Formulare ausfüllen, die sie über die gewöhnliche Mortalitätsrate (1:6000) einer solchen Narkose aufklärten. Diese Formulare enthielten auch Fragen nach individuellen Wünschen hinsichtlich einer gegebenenfalls nötigen Bestattung im Todesfalle, Sarée hätte sich auch, falls gewünscht, als Grabredner zur Verfügung gestellt. Im Anschluss an jede Narkose sollte ein Zertifikat ausgehändigt werden, dass die Bewusstseinslücke und den Verzicht auf 15 Minuten wache Lebenszeit bestätigt hätte. Die Aktion wurde von der hessischen Ärztekammer verhindert, dem Anästhesisten wurde Entzug der Approbation angedroht. Sarées Raum wurde daraufhin geschlossen und das Konzept aufgegeben.
Im Herbst 1972 zog er nach Köln. Ab März des Jahres 1973 trug Sarée ein selbst entworfenes Sterbetuch bei sich, auf dem geschrieben stand: „ICH BIN GÜNTER SARÉE UND STERBE. BLEIBT RUHIG. RUFT ALLEIN MEINE FREUNDE. KÖLN 235837/249494/445704. GLEICHGÜLTIG, WIE SCHREIEND ICH MICH VON SCHMERZEN BEFREIE, KEIN ARZT DARF MEINEN TOD DURCH DROGEN VERFÄLSCHEN“. Er wollte sich das Sterbetuch im Falle eines Kollapses schnell noch überziehen um sicherzustellen, dass er seinen Tod selbstbestimmt und „unverfälscht“ erlebt. Er starb im Kreis seiner Familie.